# 形意拳 (遊戲)
《形意拳》是由臺灣鈊象電子公司開發的2D格鬥遊戲，並於1999年在街機平台上發行。故事講述黃飛鴻為營救好友，而被捲入形意門與白蓮教的恩怨之中。

## 情節

### 故事背景
清末年間，滿清積弱不振，遭受列強滿籮筐的欺凌，全國民怨四起，這時人心從不信任清廷，轉而全依賴宗教，而白蓮教就趁此良機崛起，打著「白蓮下凡，萬民翻身，扶清滅洋，天下太平」的口號，深受民眾信賴；因此，凡是與西洋有關的人、事、 物，一律都加以毀壞，而與他們為敵的，就被冠上妖孽的罪名處以極刑。
形意門的掌門「龍拳」與寶芝林的黃飛鴻，看不慣白蓮教眾到處殺害無辜，因而多次阻撓，於是雙方結下間隙。某一天，白蓮教主下書約見龍拳及黃飛鴻，希望能解除雙方誤會；雖有人勸說龍拳，白蓮教此舉乃是陷阱，所以在黃飛鴻外出採藥未歸前，不可單獨前去；但龍拳不願放棄此能開導白蓮教主的機會，而不思有詐，單獨赴約，結果中計被擒，雙方門下為此發生數次嚴重衝突，種下日後紛亂的源頭。此時的廣州暗潮洶湧，危機四伏，到底有何能人可排除陰謀的危機，力挽動盪的狂瀾呢？
形意門中的其他門人四散各地，各自的傳人又因為受白蓮教利用而彼此鬥毆。這時，黃飛鴻為了解救龍拳，而被捲入形意門與白蓮教的恩怨之中。

### 角色
可選用的角色共有12位，不含「龍拳」跟「真白蓮教主」。
寶芝林
- 黃飛鴻（英語：Master Huang），本作主角，十八般武藝，其父（黃麒英）與他皆為廣東十虎，家傳無影腳更是家譽戶曉，而他開設的寶芝林救世濟俗更是博得大家的認同。
- 十三姨（英語：Saojin），隱藏角色，黃飛鴻母親結拜之姊妹，借住在寶芝林中。

形意門
- 龍拳，形意門的掌門，被白蓮教所擒。
- 紀雲袖（英語：Crane），擅長鶴拳，龍拳從小到大的青梅竹馬。
- 白少廷（英語：Scorpion），擅長蠍子拳，該角色以香港電影《蠍子戰士》的「桑尼」為藍本。
- 曲嫣紅（英語：Red Snake），擅長蛇拳，自小就與白少廷定親。
- 虎克，擅長虎形拳。
- 孫鐵兒（英語：Monkey Boy），擅長猴拳。

白蓮教
- 白蓮教主（英語：Lotus Master），擅長武術為白蓮秘傳。
- 真白蓮教主（英語：True Lotus Master）。

其他角色
- 醉不歸（英語：Drunk Master），擅長醉拳，該角色以香港電影《醉拳》的「蘇化子」為藍本。
- 靈兒，擅長家傳的古武術，並跟隨醉不歸修習一些基本拳法。
- 釋武真（英語：Monk），擅長羅漢拳，該角色以少林寺武僧為藍本。
- 鬼腳七（英語：Ghost Kick），擅長自創之腿法。

## 製作
有多位原畫師與動畫師參與製作，人物動作細緻流暢，類似《快打旋風III》的品質。2014年4月16日，鈊象電子在騰訊互動娛樂年度發表會中，宣布旗下街機遊戲登陸QQ遊戲平台，其中包含《形意拳》。

## 外部連結
- 《形意拳》官方網站